# إرفينغ روزنتال
إرفينغ روزنتال (بالإنجليزية: Irving Rosenthal)‏ هو شخصية أعمال أمريكي، ولد في 5 ديسمبر 1895 في روسيا، وتوفي في 27 ديسمبر 1973 في مانهاتن في الولايات المتحدة.